# Ophiorrhiza rhododictyon
Ophiorrhiza rhododictyon är en måreväxtart som beskrevs av Herbert Fuller Wernham. Ophiorrhiza rhododictyon ingår i släktet Ophiorrhiza och familjen måreväxter. Inga underarter finns listade i Catalogue of Life.